# Cyrtandra muskarimba
Cyrtandra muskarimba är en tvåhjärtbladig växtart som beskrevs av Albert Charles Smith. Cyrtandra muskarimba ingår i släktet Cyrtandra och familjen Gesneriaceae. Inga underarter finns listade i Catalogue of Life.